# Dita a V

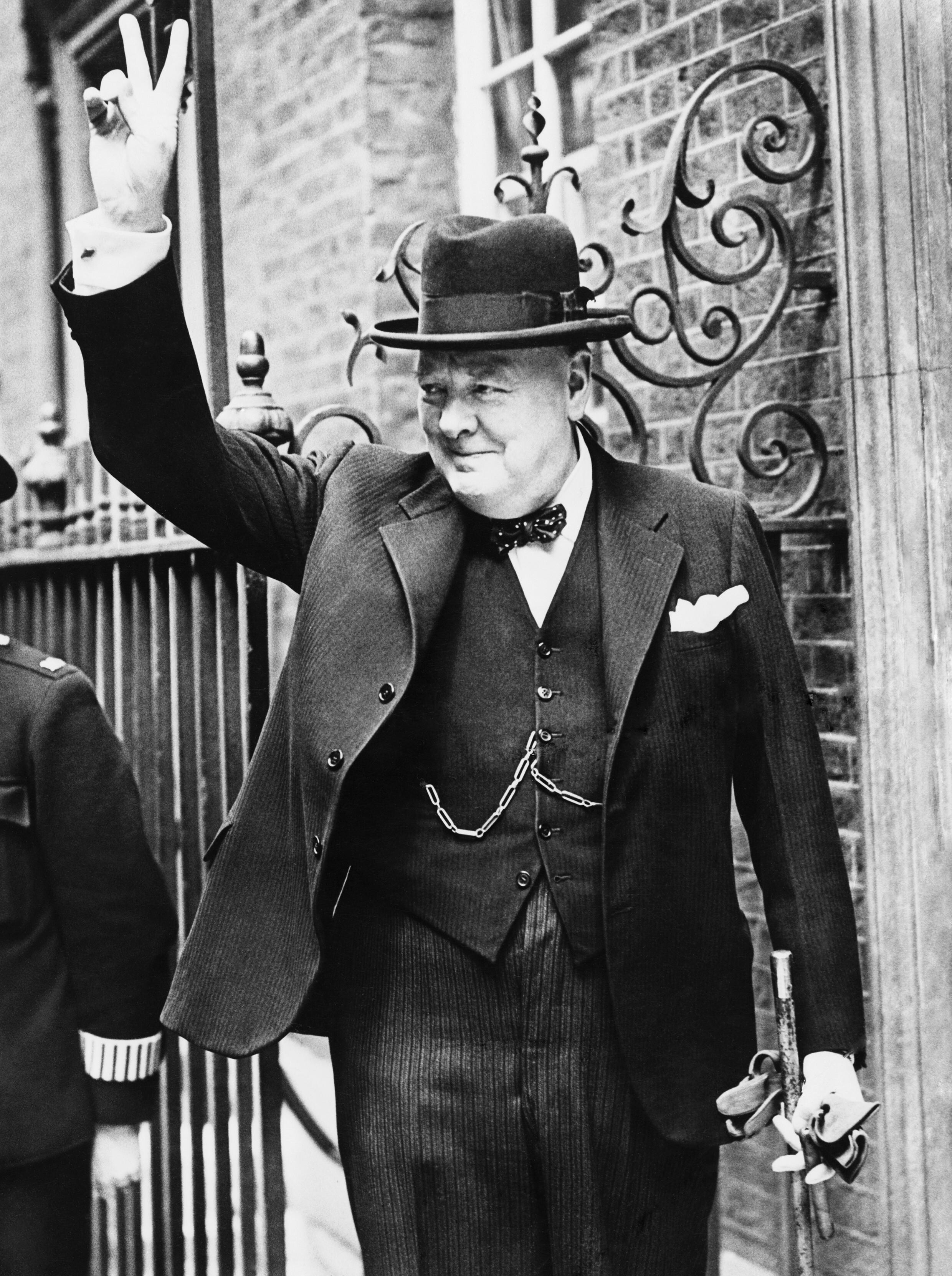
Winston Churchill utilizza le dita a V in segno di vittoria.

Le dita a V (in inglese V sign, /viː.sain/) sono un gesto in cui si alzano l'indice e il medio, in modo da formare una V. Questo segno ha vari significati a seconda del contesto culturale e della mimica correlata.
Il segno delle dita a V può indicare vittoria o pace, se il palmo è rivolto verso l'osservatore. Dipende dal contesto, ma di solito se il braccio è teso, si pensa alla vittoria, se invece il braccio è ad angolo, si pensa al saluto pacifico.
Lo stesso segno fatto con il dorso della mano rivolto all'osservatore, in Gran Bretagna è un insulto verso quest'ultimo. Ciò non ha alcuna relazione con la lettera, in quanto sembra derivare da motivi storici, che tuttavia non sono provati. Durante la guerra dei cento anni tra Inghilterra e Francia gli arcieri inglesi erano molto temuti, per cui se presi prigionieri venivano loro mozzate le dita indice e medio in modo che non potessero più tirare con l'arco. Per contro, quando gli inglesi erano davanti al nemico, mostravano queste due dita e non è un caso che in Gran Bretagna mostrare la V, ma dalla parte del dorso delle dita, sia considerato un insulto. Altre teorie, anch'esse non provate, suggeriscono che il gesto possa derivare dal mondo arabo.
Il gesto inizialmente veniva utilizzato solo in senso spregiativo generalmente con il dorso rivolto verso il destinatario; nei primi decenni del XX secolo il medesimo gesto ma con il palmo rivolto verso l'esterno, fu poi adottato dal belga Victor de Laveleye e utilizzato in segno di vittoria dopo la campagna politica durante la seconda guerra mondiale. In seguito è stato usato da altri uomini politici, quali Winston Churchill o Richard Nixon.
Nell'Unicode, infine, il gesto è riconosciuto come U+270C e con il nome di Victory Hand (in italiano Mano della vittoria).

## Significati
L'uso prevalente delle dita a V è per simboleggiare la vittoria, ma si distinguono anche altri significati, che si differenziano a seconda dei diversi contesti sociali, culturali e geografici.
I molteplici significati assunti dal gesto si manifestano anche per la diversa posizione della mano.
Le dita a V con il dorso della mano rivolto al destinatario, simboleggiano:
- insulto: soprattutto in Australia, Nuova Zelanda, Sudafrica, Irlanda e Regno Unito. Il suo significato è "vaffanculo" o, unito a un movimento della mano dal basso verso l'alto, "vai al diavolo".
- Con il medio e l'indice puntati verso gli occhi dell'emittente significano "ti tengo d'occhio"

Con il palmo della mano davanti al destinatario può significare:
- vittoria[5]: è il gesto reso famoso soprattutto da Winston Churchill, adottato in clima di guerra o di conflittualità;
- pace e amore: usato nelle manifestazioni dei movimenti pacifisti degli anni sessanta;
- orecchie di coniglio o di asino: è il gesto usato alle spalle di un soggetto nelle fotografie; in alcune culture indica un becco;
- "pace" o "è tutto OK": se sono tenute davanti a sé in una foto.

Altri significati a seconda del contesto;
- virgolette: solo se si flettono l'indice e il medio;
- numero 2: descrive una quantità.

Alcuni significati particolari:
- saluto scout dei Lupetti: le due dita tese simboleggiano gli impegni della Legge e della Promessa scout e le orecchie del lupetto.[6] Il pollice messo sopra l'anulare e il mignolo ricorda lo spirito di protezione che deve animare il forte verso più deboli.[7]
- forbici della morra cinese.[4]
- richiesta di assentarsi per andare in bagno.
- tra automobilisti, per segnalare la presenza nelle vicinanze di un posto di blocco delle forze dell'ordine.
- nella gestualità romana, con le dita rivolte verso il basso e la rotazione oscillatoria del polso e del palmo sta ad indicare la mimica associata al significato: du' spaghi.

## Storia

### Fino al termine dell'Ottocento

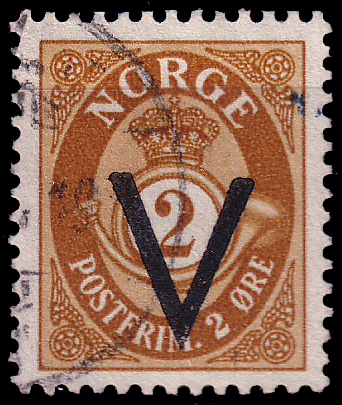
V per vittoria su un francobollo norvegese dell'agosto 1941.

Alcuni storici ritengono che il gesto derivi dal fatto che i francesi avessero l'abitudine di tagliare ai prigionieri inglesi le dita che servivano per tirare con l'arco, quindi l'abitudine di usare le dita a V deriverebbe da un gesto di scherno fatto dagli arcieri inglesi della battaglia di Azincourt (1415) durante la guerra dei cent'anni. Quando infatti gli inglesi tornarono a vincere, utilizzarono le dita a V in segno di sfida per dimostrare ai francesi di essere abili a scoccare la freccia dall'arco.
L'accezione negativa del gesto, considerato nel mondo anglosassone segno di offesa, è documentata anche nel 1901, quando un operaio di Rotherham, dopo essersi accorto di essere ripreso da qualcuno, usò le dita a V per sottolineare che non gradiva essere filmato. Anche i bambini usavano tale gesto nei parco giochi per insultarsi.
Desmond Morris discusse sulle possibili origini delle dita a V nella sua opera Gestures: Their Origins and Distribution (pubblicato nel 1979), e giunse alla seguente conclusione:

### Nella prima metà del Novecento
(Winston Churchill in un suo discorso tenuto a Londra il 14 luglio 1941)

Churchill a Whitehall il giorno in cui annuncia che la guerra contro la Germania è stata vinta, l'8 maggio 1945.

Nella prima metà del XX secolo le dita a V assunsero un nuovo significato.
Il politico belga Victor de Laveleye, fuggito in Inghilterra e collaboratore della BBC, il 14 gennaio 1941 si rivolse agli ascoltatori del suo paese, suggerendo l'utilizzo delle dita a V, espressione di victoire (in francese "vittoria") e di vrijheid (in fiammingo "libertà"), come simbolo di resistenza all'invasore nazista. La proposta fu accolta con favore e quindi, alcuni mesi dopo, con l'assenso di Churchill, la radio anglosassone diffuse in tutta Europa il suo messaggio propagandistico, promuovendo quindi la campagna V for Victory, ovvero "V per Vittoria". Anche dopo la fine della guerra questa viene ricordata come una delle più famose e riuscite operazioni di guerra psicologica di tutto il conflitto.
In un programma radiofonico della BBC, de Laveleye affermò:
Al microfono c'era Douglas Ritchie che, sotto lo pseudonimo di "Colonnello Britton", teneva discorsi per gli ascoltatori alleati spesso incitando alla resistenza e al boicottaggio. La trasmissione aveva inizio con un segnale in codice morse, composto da tre punti e una linea (•••—), che rappresentavano una V acustica, seguito poi dalla Quinta Sinfonia di Beethoven (V con il sistema di numerazione romano), che iniziava in maniera simile al segnale morse, con tre note corte e una lunga. L'ironia del fatto che Beethoven era tedesco colpì gran parte del pubblico.
La proposta ebbe successo: infatti vennero dipinte numerosissime V sui muri del Belgio, dei Paesi Bassi e della Francia settentrionale.

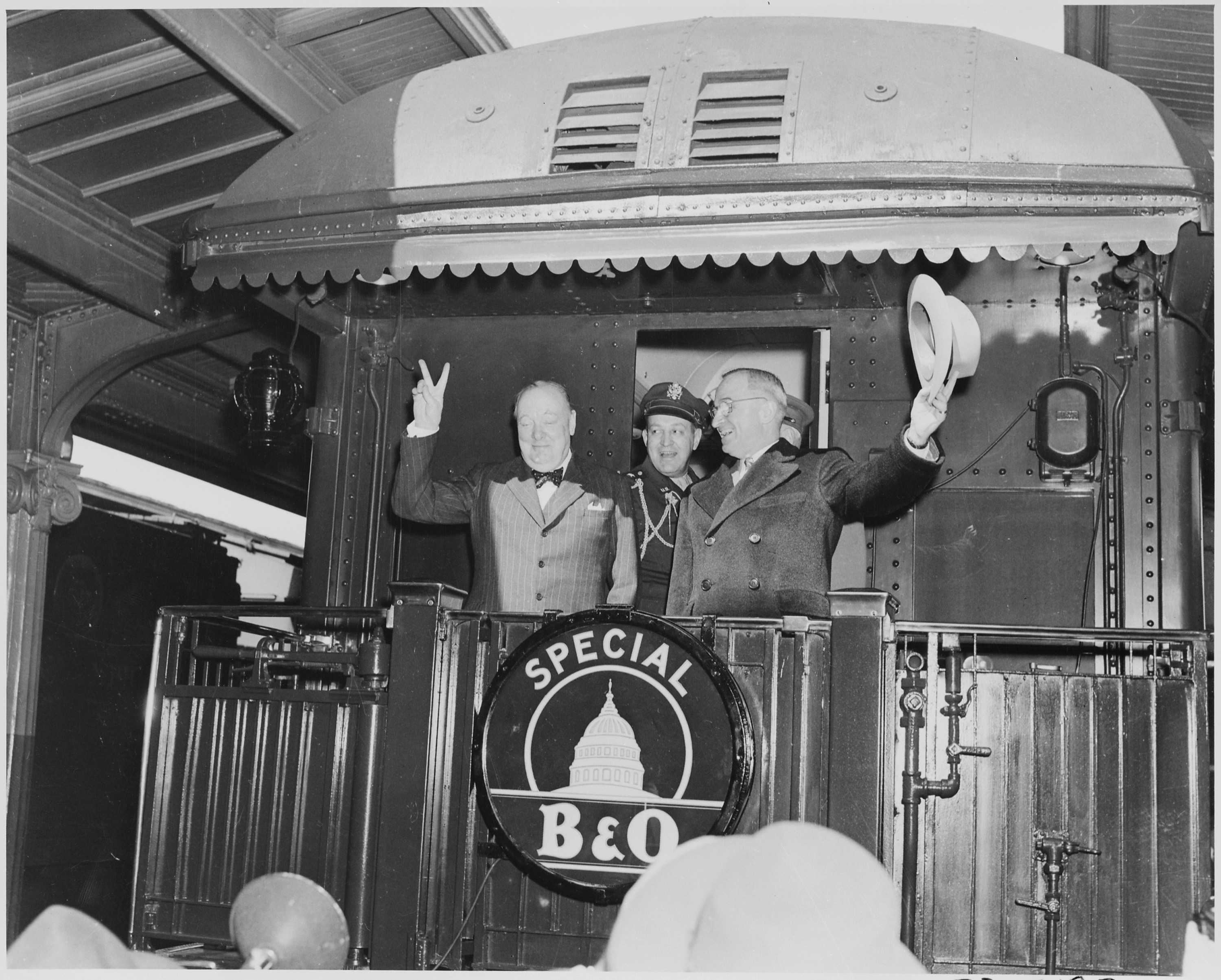
Il presidente Harry Truman si leva il cappello su un convoglio della Baltimore and Ohio Railroad, in compagnia di Churchill che invece fa le dita a V.

Ritchie, nelle sue trasmissioni radio, spiegò che si poteva collaborare in modo semplice alla campagna, anche solo dipingendo la lettera sui muri, con gesso o vernice, oppure facendo il gesto con la mano. Churchill da quel momento si fece rappresentare sempre facendo le dita a V, che diventarono un'immagine che si fisserà per lungo tempo (anche dopo il conflitto) nell'immaginario collettivo.
Il 13 maggio 1940 Churchill parlò alla Camera dei Comuni in qualità del suo ruolo di primo ministro, concludendo:
Numerosi altri capi alleati utilizzarono il gesto: Charles de Gaulle, per esempio, fece le dita a V in ogni suo discorso fino al 1969.

### Dagli anni cinquanta agli anni settanta

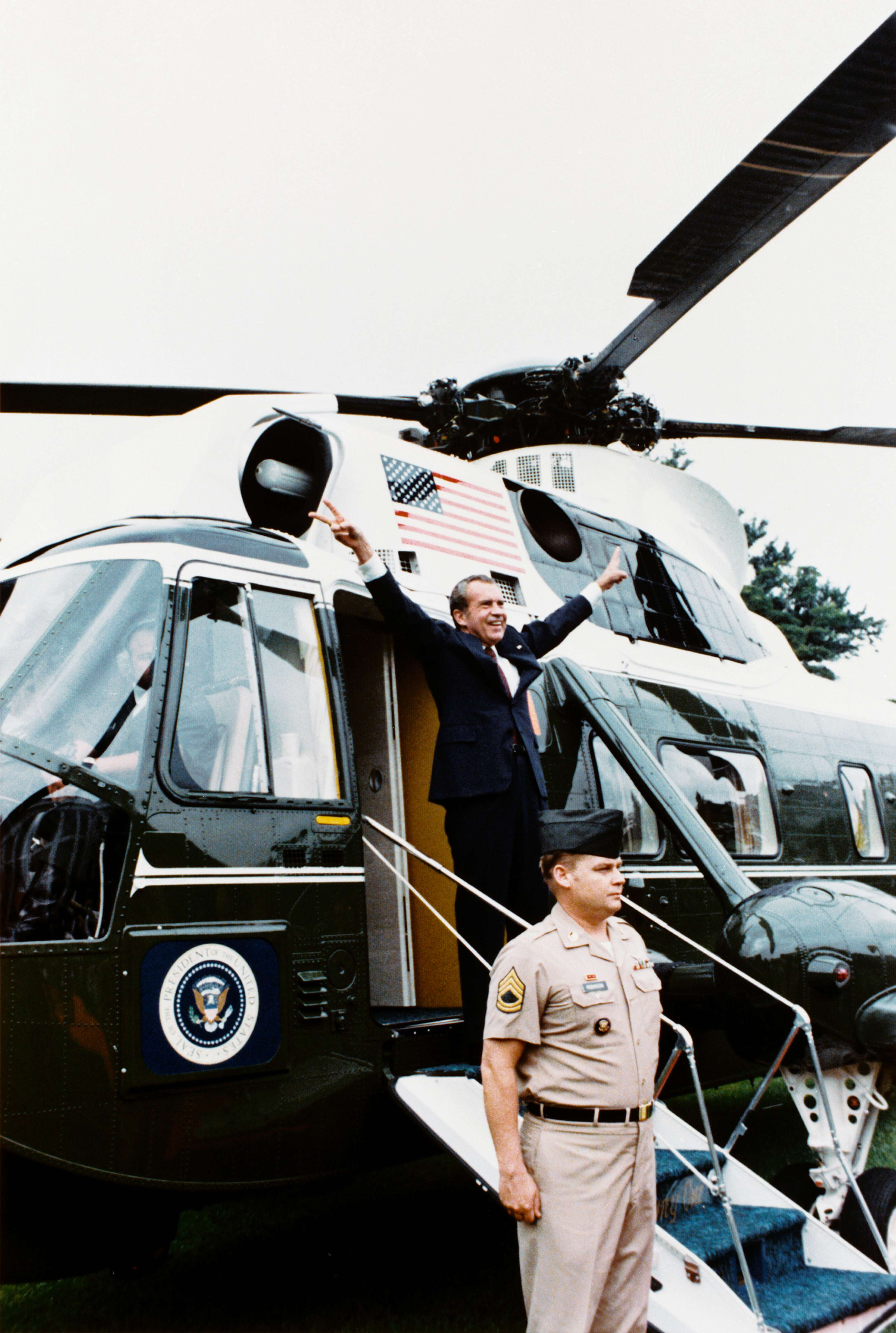
La partenza di Nixon dalla Casa Bianca, avvenuta in seguito alle sue dimissioni.

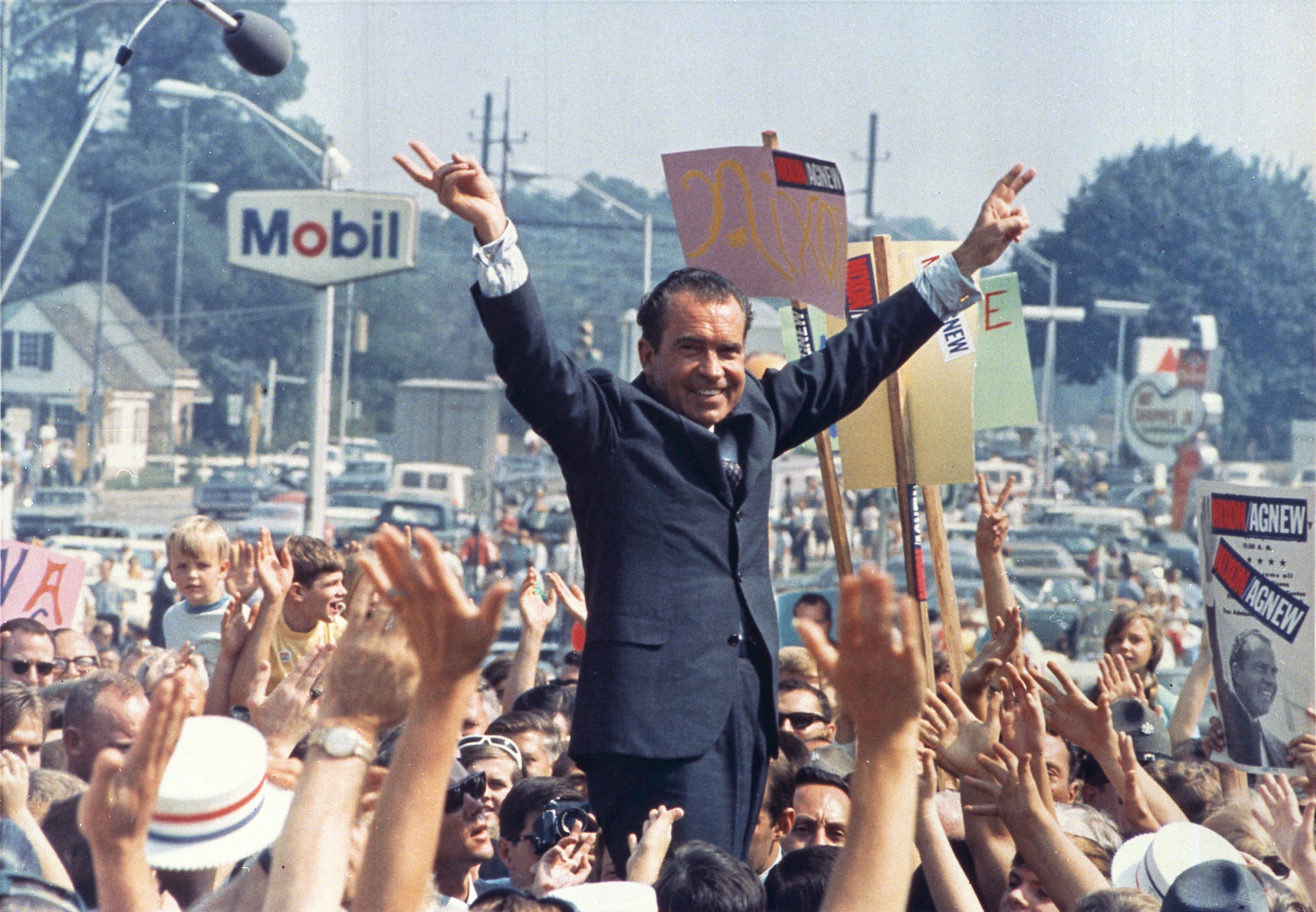
Nixon fa le dita a V durante la sua campagna elettorale a Philadelphia per diventare presidente degli Stati Uniti.

#### In Argentina
In Argentina le dita a V, oltre a essere usate in segno di vittoria, furono adottate anche dagli aderenti al Peronismo, un movimento politico attivo dal 1946 al 1955 (detto anche Giustizialismo).

#### Negli Stati Uniti d'America
Dall'Europa le dita a V si diffusero, nella seconda metà del Novecento, anche negli Stati Uniti d'America, dove assunsero il significato di segno di protesta dei manifestanti contro la guerra del Vietnam o di pace da parte degli hippy. Inoltre, il presidente degli Stati Uniti d'America Richard Nixon era solito ricorrere al gesto in segno di vittoria, usandolo in occasione di campagne elettorali e perfino durante la sua partenza dalla Casa Bianca, avvenuta quando Nixon rassegnò le dimissioni nel 1974.

#### In Giappone
Le dita a V sono usate comunemente in giapponese soprattutto tra le persone più giovani, che fanno il gesto quando posano per fotografie informali.

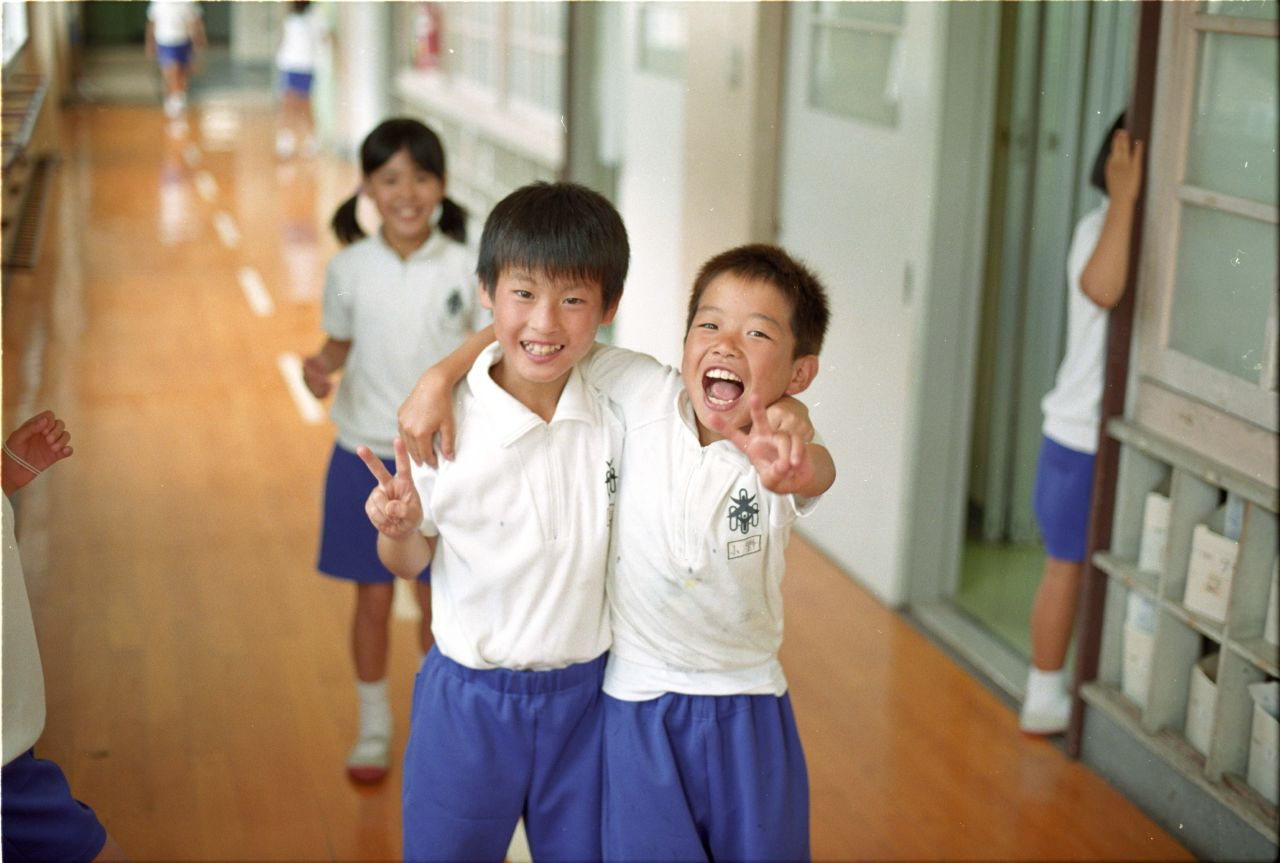
Due bambini giapponesi posano facendo le dita a V.

Anche se le dita a V in Giappone erano conosciute dal tempo dell'occupazione del Giappone da parte delle potenze alleate vincitrici della seconda guerra mondiale, è stata accreditata all'atleta statunitense Janet Lynn l'abitudine di usare le dita a V nelle foto.
Durante i XI Giochi olimpici invernali, tenuti nel 1972 a Sapporo, l'atleta americana si mostrava sorridente, pur dopo una caduta; classificatasi terza nella competizione, il suo gesto delle dita a V in segno di pace colpì molti giapponesi, rendendola una celebrità nel paese.

#### In Europa
In Europa, e particolarmente in Italia, è diffuso un particolare gesto di saluto tra i motociclisti, nato negli anni settanta in Francia: si alza una mano dal manubrio facendo le dita a V.

#### In Corea del Nord, Corea del Sud, Taiwan e Vietnam
Con le Olimpiadi invernali di Sapporo le dita a V si diffusero anche in Corea e in Taiwan.
I taiwanesi e i coreani, infatti, sono soliti fare le dita a V quando vengono fotografati, sia in ambiti formali che informali. Il significato del gesto in queste tre nazioni rimane invariato.
In Vietnam, invece, le dita a V sono un gesto di saluto, in quanto la parola vietnamita del numero 2 presenta somiglianze con la pronuncia inglese del termine hi (/haɪ/), ovvero ciao.

### Negli anni ottanta e novanta

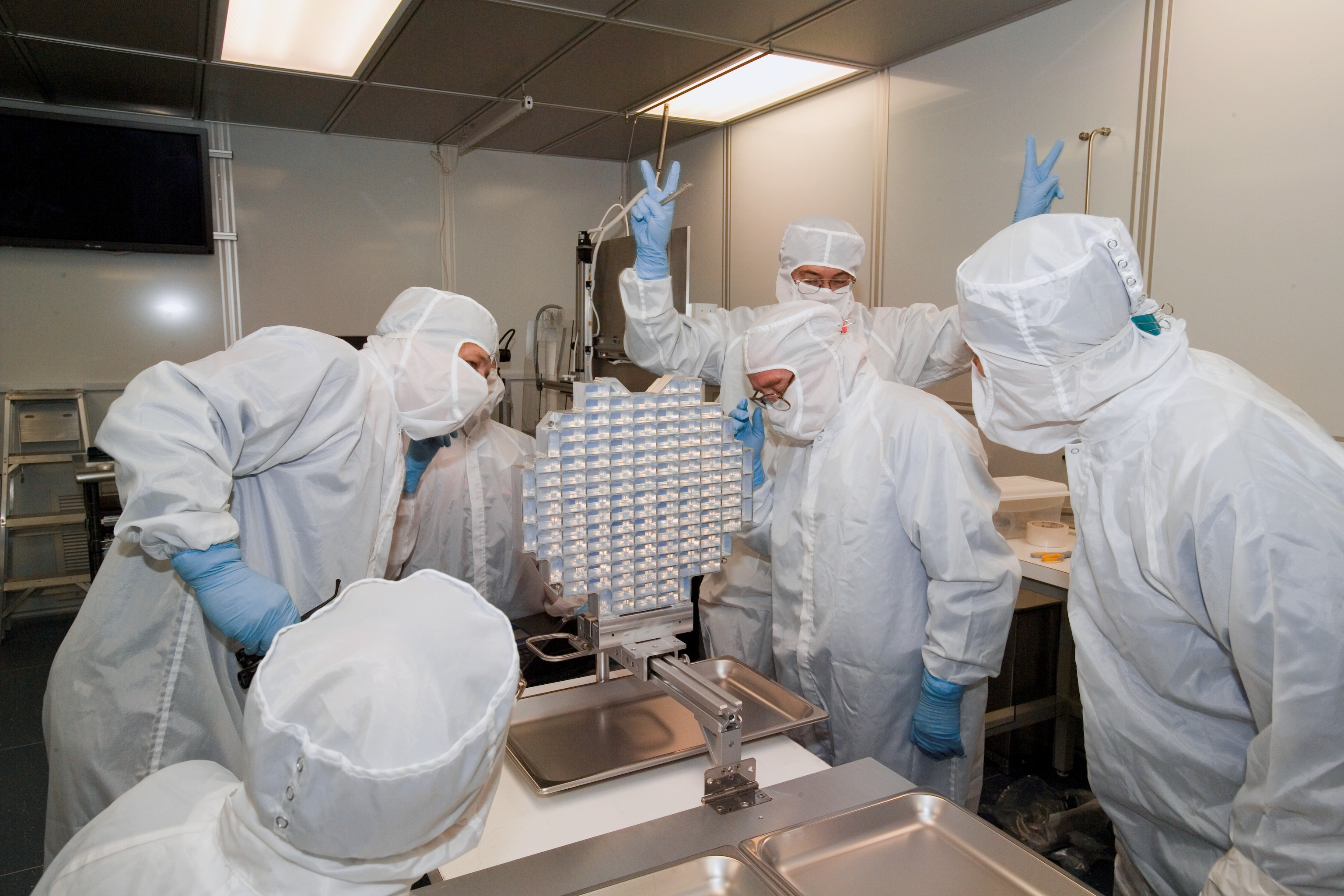
Donald Brownlee, dell'università di Washington, fa le dita a V dopo l'arrivo dei materiali necessari per la costruzione della sonda Stardust.

#### In Polonia
Le dita a V si sono diffuse in Polonia negli anni ottanta, quando
venne fondato il sindacato di Solidarność: il gesto manifestava l'esultanza per la sconfitta del comunismo. Anche il primo ministro polacco Tadeusz Mazowiecki, rimasto in carica nel paese fino al 1991, utilizzò il gesto.
Il gesto si diffuse anche nelle trasmissioni televisive, in cui si discuteva della dissoluzione dell'Unione Sovietica.

#### Nell'ex Jugoslavia
Le dita a V furono utilizzate anche durante le guerre jugoslave; così fecero infatti le truppe croate e bosniache fra di loro.
Tuttavia i peacekeeper della NATO hanno vietato l'uso del gesto in quanto avrebbe potuto offendere degli eventuali serbi che avrebbero potuto incontrare in seguito.

### XXI secolo

#### Nei Territori Occupati
Indicano la resistenza contro l'oppressione.

#### In Iran
Dal 2009 le dita a V sono diventate il simbolo del Movimento Verde Iraniano, come il colore verde.